# NGC 80
NGC 80 ist eine Linsenförmige Galaxie vom Hubble-Typ S0 im Sternbild Andromeda am Nordsternhimmel. Sie ist schätzungsweise 259 Millionen Lichtjahre von der Milchstraße entfernt und hat einen Durchmesser von etwa 190.000 Lichtjahren. Vom Sonnensystem aus entfernt sich die Galaxie mit einer errechneten Radialgeschwindigkeit von näherungsweise 5.600 Kilometern pro Sekunde.
Das Objekt wurde am 17. August 1828 vom britischen Astronomen John Herschel entdeckt.

## Galaktisches Umfeld
| Nr. | Galaxie          | Alternativname          | Rek           | Dek           | Distanz/asec |
| --- | ---------------- | ----------------------- | ------------- | ------------- | ------------ |
| →   | NGC 80           | LEDA/PGC 1351           | 00h21m10.85s  | +22d21m25.9s  | 0            |
| 1   | LEDA/PGC 1668790 | NSA 126742              | 00h21m08.28s  | +22d22m39.9s  | 82.89        |
| 2   | NGC 81           | LEDA/PGC 1352           | 00h21m13.266s | +22d22m58.43s | 98.77        |
| 3   | LEDA/PGC 1667882 | NSA 126743              | 00h21m10.07s  | +22d19m40.3s  | 103.02       |
| 4   | LEDA/PGC 1668596 | NSA 126731              | 00h20m54.736s | +22d22m01.53s | 225.78       |
| 5   | NGC 83           | LEDA/PGC 1371           | 00h21m22.40s  | +22d26m01.0s  | 318.76       |
| 6   | LEDA/PGC 1666503 | NSA 126747              | 00h21m12.792s | +22d15m21.34s | 365.76       |
| 7   | LEDA/PGC 1396    | NSA 126777              | 00h21m42.360s | +22d18m39.20s | 468.26       |
| 8   | LEDA/PGC 1667991 | 2MASX J00214701+2219591 | 00h21m47.02s  | +22d19m59.4s  | 510.15       |
| 9   | LEDA/PGC 3089726 | NSA 126782              | 00h21m48.348s | +22d18m05.44s | 557.89       |
| 10  | LEDA/PGC 1665937 | NSA 126723              | 00h20m47.02s  | +22d13m30.9s  | 578.46       |
| 11  | NGC 90           | LEDA/PGC 1405           | 00h21m51.40s  | +22d24m00.0s  | 583.24       |
| 12  | IC 1546          | LEDA/PGC 1382           | 00h21m29.03s  | +22d30m21.1s  | 591.90       |
| 13  | NGC 85           | LEDA/PGC 1375           | 00h21m25.526s | +22d30m42.40s | 592.85       |
| 14  | LEDA/PGC 1666918 | NSA 126792              | 00h21m55.88s  | +22d16m35.5s  | 689.18       |
| 15  | LEDA/PGC 1671888 | NSA 126768              | 00h21m33.36s  | +22d32m30.7s  | 734.88       |